# Glinica (Velika Kladuša)
Glinica falu Bosznia-Hercegovinában, a Bosznia-hercegovinai Föderáció Una-Szanai kantonjában. Közigazgatásilag Velika Kladušához tartozik.

## Fekvése
Bosznia-Hercegovina északnyugati részén, Bihácstól légvonalban 43, közúton 63 km-re északra, Velika Kladušától légvonalban 10, közúton 16 km-re kelet-északkeletre levő dombos, erdős vidéken, a horvát határ mellett, a Glina bal oldali mellékvize, a Glinica-patak völgyében és a környező dombokon fekszik.

## Népessége
| Nemzetiségi csoport | Népesség 1991 | Népesség 2013 |
| ------------------- | ------------- | ------------- |
| Szerb               | 135           | 0             |
| Bosnyák             | 191           | 119           |
| Horvát              | 0             | 1             |
| Jugoszláv           | 0             | 0             |
| Egyéb               | 6             | 39            |
| Összesen            | 332           | 159           |

## Története
A régészeti leletek tanúsága szerint a falu már a középkorban is lakott volt. A Demina-forrás felett késő középkori templom és temető maradványai találhatók. Az alapfalak egy 13x9 méteres keletelt templomra utalnak, amely körül egykor sírkövek is láthatók voltak, azonban ezek mára már eltűntek.

## Nevezetességei
Középkori templomának maradványai.